# Peterborough
Peterborough je město a samostatná správní jednotka ve východní Anglii, žije v něm přibližně 194 tisíc obyvatel. Město je situováno u řeky Nene asi 121 km na sever od Londýna.
V čele města stojí Rada (Peterborough City Council).

## Historie

### Raná historie
Pozůstatky obydlení a podle některých údajů i náboženských aktivit v této oblasti se nacházejí na archeologickém nalezišti Flag Fen na východ od současného centra města. Římané založili asi v roce 43 opevnění pro ochranu města Durobrivae v místě současné Ermine Street. Pozůstatky římské cesty Fen Causeway je možno spatřit nedaleko Flag Fen.

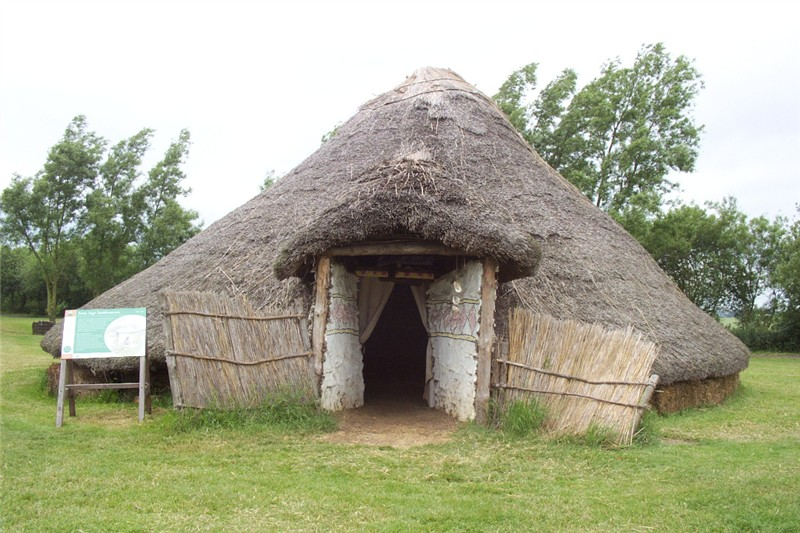
Stavba na Flag Fen

V anglosaské době se osada jmenovala Medeshampstede. Roku 655 obdržel mnich Saxulf od krále Mercie pozemek na stavbu kláštera. Ve zdejším klášteře mnichové sepisovali Anglosaskou kroniku. V období let 992 až 1005 se jméno osady změnilo, poté co opat Kenulf nechal vybudovat obranné hradby kolem kláštera, na Burgh.
V období občanské války byli obyvatelé města rozděleni na příznivce krále Karla I a na zastánce parlamentarismu. Město se nacházelo na hranici východní asociace hrabství podporujících parlamentaristy. Válka začala pro město roku 1643 kdy do města dorazili vojáci, kteří měli zaútočit na royalisty ve Stamfordu a Crowlandu. Královské síly byly během několika týdnů poraženy. V době kdy bylo parlamentaristické vojsko v Peterboroughu vyplenilo katedrálu, kapli i hlavní oltář.

### Moderní historie
Místní železniční spojení bylo zprovozněno ve 40. letech 19. století. Ale až roku 1850 byla otevřena Great Northern Railway, která spojila město s Londýnem a Yorkem a Peterborough se tak mohl rozvíjet z obchodního města na průmyslové centrum. Velké zásoby jílu ve spojení s železničním spojením umožnily rozvoj výroby cihel a jejich distribuci. Ve 20. století byla oblast v okolí města největším producentem cihel ve Velké Británii. Roku 1932 byla otevřena továrna na výrobu dieselových motorů a v 60. letech zaměstnávala asi 10% obyvatel města.

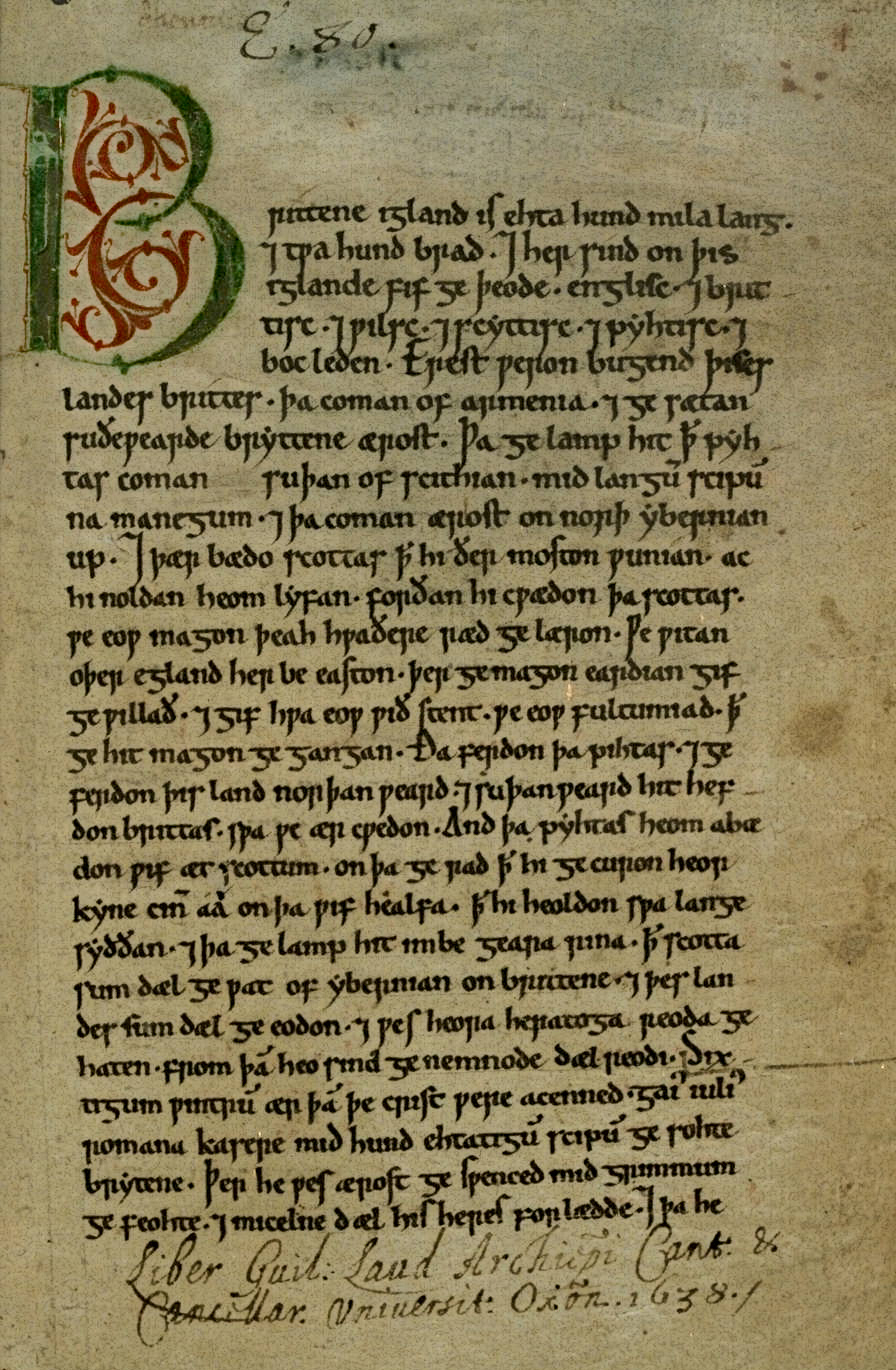
Titulní strana Peterboroughské kroniky

V období let 1971 až 1991 zaznamenal Peterborough 45% nárůst obyvatel. Začaly zde působit společnosti zaměřené na poskytování služeb, Thomas Cook Group nebo Pearl Assurance, jejichž činnost postupně snížila dominanci průmyslu ve městě. V roce 2005 byla ustanovena společnost Urban Regeneration Company, která má vytyčit další strategii rozvoje města.

## Geografie
Na rozdíl od jiných částí země se východní Anglie vyznačuje o něco teplejším počasím v létě a trochu chladnějším v zimě. Vlivem polohy dále od moře patří Cambridgeshire mezi oblastí z nejmenšími srážkami v rámci Velké Británie (roční úhrn srážek činí asi jen 600 mm). Průměrná délka slunečního svitu je 4 hodiny a 12 minut.
Východní Anglie je typická rovinným profilem. Větší část Cambridgeshire tvoří nížiny, v některých místech dokonce pod úrovní moře. Nejníže položený bod, 2,75 m pod úrovní moře, se nachází na jih od Peterboroughu u Holme Fen. Před vysušením močálů bylo pro pěstování zemědělských plodin v okolí města soustředěno pouze na vyšší místa, zatímco zbytek půdy byl využíván pro pastevectví (na rozdíl od zbytku východní Anglie, kde bylo zemědělství zaměřeno především na pěstování zemědělských plodin).

## Obyvatelstvo
Peterborough je městem s jednou z největších koncentrací italských přistěhovalců ve Velké Británii. To je dáno velkou náborovou akcí anglické společnosti na výrobu cihel v 50. letech 20. století na jihu Itálie. V roce 1960 zde pracovalo asi 3 000 italských dělníků. V posledních letech počet obyvatel města rostl mnohem rychleji než je národní průměr. Na konci 20. století byly zdrojem imigrace země Commonwealthu Indie a Pákistán.
Po roce 2004 město zaznamenalo příliv obyvatel z východoevropských zemí, zejména z nově přistoupivších zemí Evropské unie, ze zemí jako Polsko, Slovensko či Litva. Z 65 000 lidí, kteří se usadili v regionu East Anglia jich přes 80 % usadilo v okolí tohoto města.
Oficiální odhad je, že v Peteborough žije přes 16 000 lidí z nových členských zemí Evropské unie, kteří se přistěhovali po roce 2004.

## Ekonomika
Peterborough v současné době zažívá, ve srovnání s ostatními částmi země, výrazný ekonomický rozvoj (v roce 2005 ekonomický růst 6,9% oproti průměru 5,5%). Je to důsledkem velkorysého rozvojového plánu města do roku 2012.
Podle výsledků sčítání obyvatel z roku 2001 je z 90 656 zaměstnanců 60 118 obyvatel města a ostatní dojíždějí. Z obyvatel města asi 13 161 dojíždí za prací mimo město. Průměrný výdělek ve městě (9,77 liber) je ale nižší než regionální průměr (11,69 liber). Peterborough je dlouhodobě typický nízkým procentem nezaměstnaných .

## Správa
Roku 1889 bylo vytvořeno administrativní hrabství Soke of Peterborough, které působilo v hranicích zhruba odpovídajících současné samostatné správní jednotce. Do roku 1965 byla ale součástí hrabství Northamptonshire. V tomto roce bylo sloučeno s Huntingdonshire a bylo vytvořeno hrabství Huntingdon and Peterborough. Po správní reformě roku 1974 bylo toto hrabství zrušeno a byl ustanoven současný distrikt, který se stal částí hrabství Cambridgeshire. Roku 1989 se město stalo nezávislé na hrabství a existuje jako samostatná správní jednotka (unitary authority) ale je součástí tohoto hrabství jen pro některé ceremoniální účely. Rada města převzala od roku 2001, podobně jako některé jiné správní celky, model uplatňovaný na národní úrovni a řídícím orgánem je vláda (distriktu) a její předseda.
Původně bylo od roku 1541 město v parlamentu zastoupeno dvěma poslanci ale od roku 1885 je volebním obvodem pro jednoho člena parlamentu. Pro volby do Evropského parlamentu je město součástí volebního obvodu regionu východní Anglie.

## Doprava

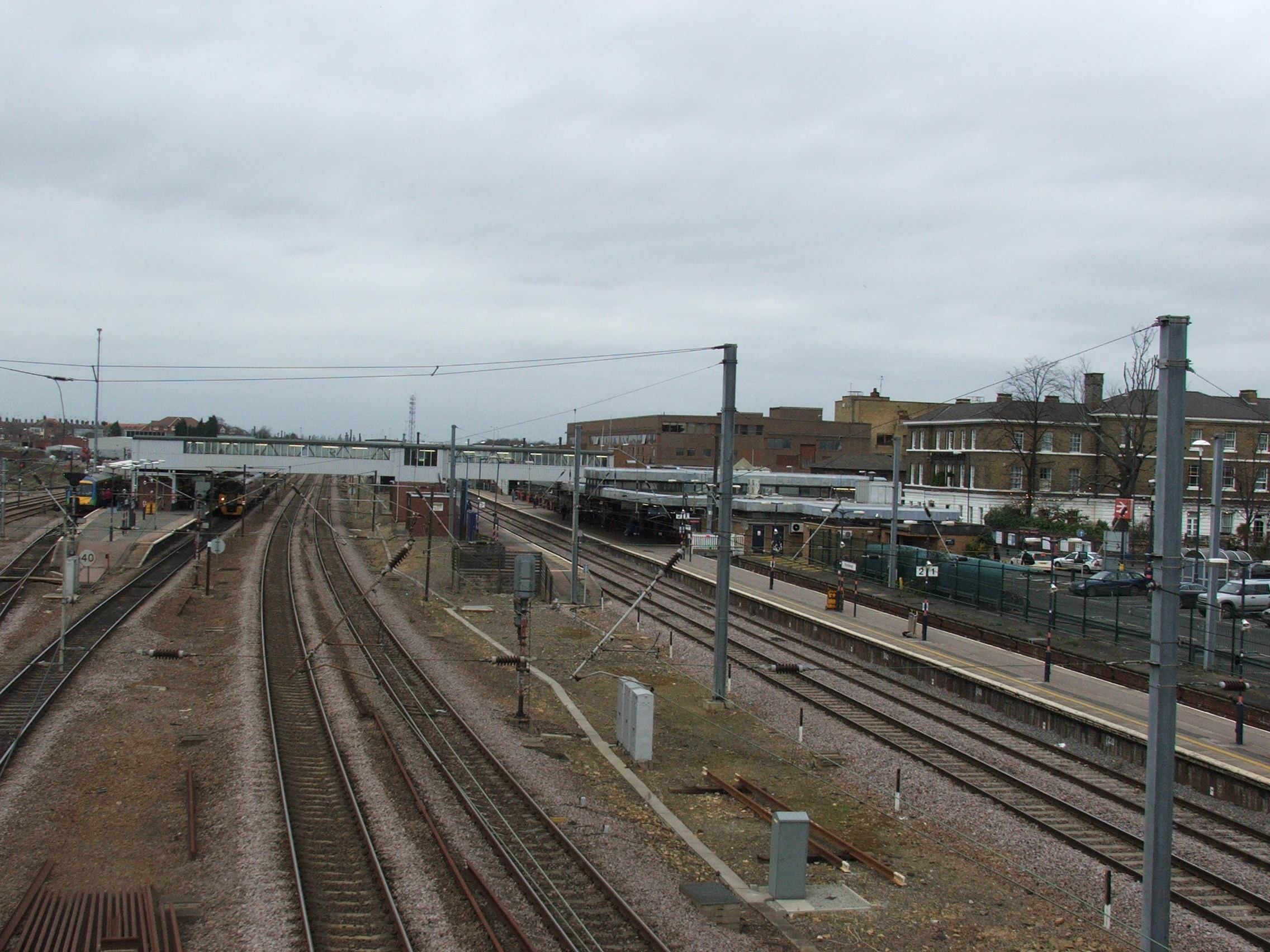
Nádraží v Peterborough

Peterborough je důležitou zastávkou na železniční trati East Coast Main Line a doba jízdy do Londýna je asi 50 minut. Vlakem jsou dosažitelné mimo Londýna i Birmingham, Norwich, Ely, Lincoln, Cambridge a letiště Stansted.
Řeka Nene je splavná od přístavu v Wisbechu až do Northamptonu již v roce 1761. Prochází centrem města a je překlenuta několika mosty včetně jednoho železničního, který byl postaven roku 1847 Lewisem Cubbitem. Jedná se o nejstarší dochovaný litinový železniční most Velké Británie.
Silnice A1(M) zhruba kopíruje trasu historické Great North Road od katedrály svatého Pavla v Londýně, přes Peterborough až do Edinburghu. Autobusovou dopravu ve městě provozuje několik společností včetně Stagecoach Group a Delaine Buses. I přes bouřlivý rozvoj města se Peterborough vyznačuje nejkratším časem pro vyjetí z centra města na jeho okraj.
V okolí města je zřízena Green Wheel – soustava 80 km cyklistických stezek a pěšin, která nabízí bezpečnou a propojenou síť cest kolem města se spojnicemi do jeho centra. Okolo stezky byly instalovány umělecká díla zachycující místní kulturu.

## Kultura
Každým rokem jsou v Peterboroughu pořádány různé kulturní akce včetně East of England Show, Peterborough Festival a pivních slavností.
Roku 1973 bylo na nábřeží řeky Nene otevřeno Key Theatre. Uvádí hry místních autorů, představení hostujících scén i koncerty. Kino Odeon, otevřené roku 1937 bylo v provozu až do roku 1991, kdy v něm byl promítán poslední film. Až roku 1997 ho zakoupil místní podnikatel jako součást komplexu zahrnujícího restauraci a uměleckou galerii a proměnil ho na divadlo. A v současné době je největším regionálním divadlem. Dalším divadlem ve městě je John Clare Theatre umístěné v budově hlavní knihovny.

## Náboženství

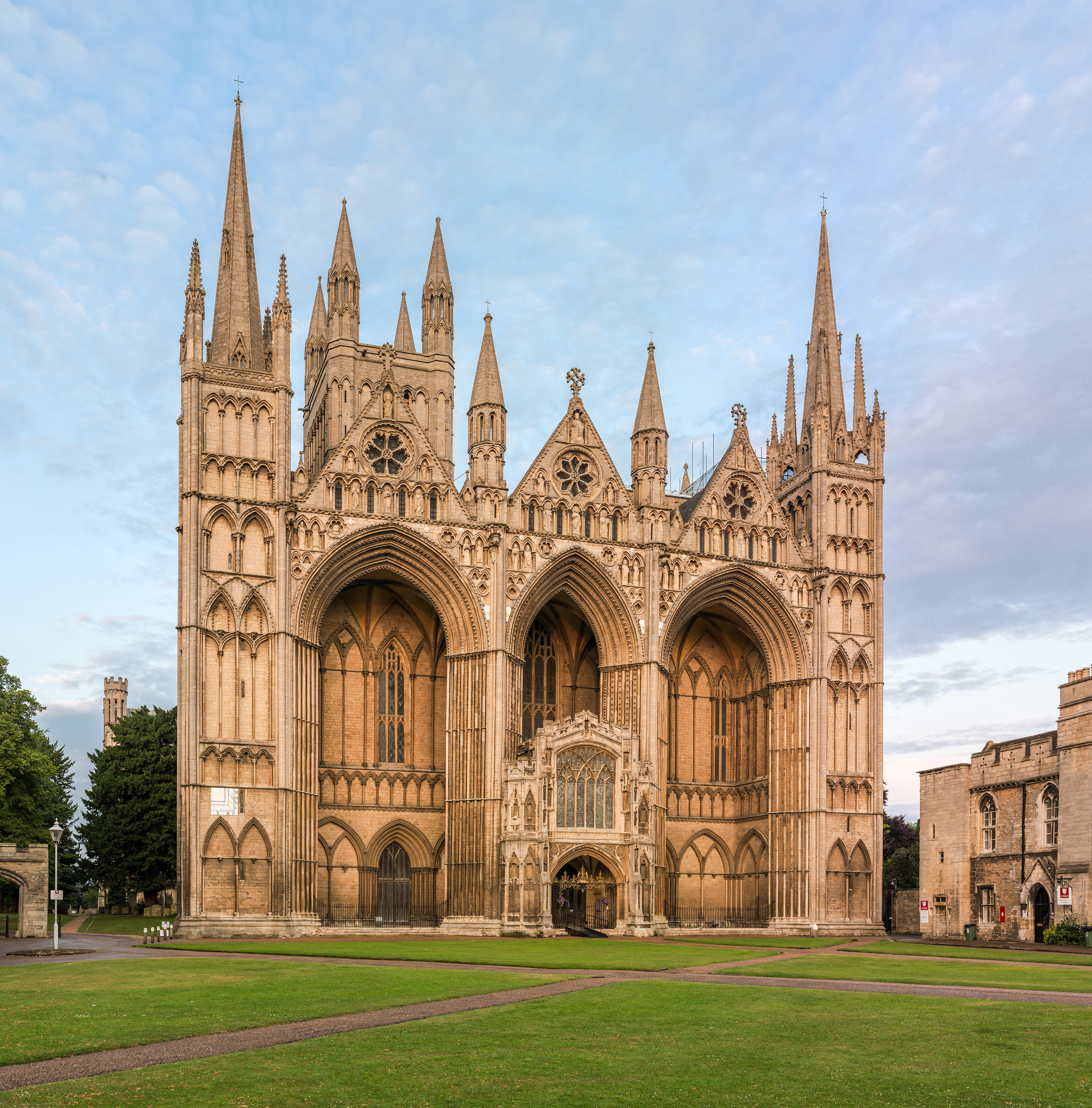
Západní brána Peterboroughské katedrály

Nejrozšířenějším vyznáním v Peterboroughu je křesťanství. Anglikánská církev ve městě vlastní mnoho kostelů a katedrálu. Vlna přistěhovalců způsobila i zvýšení počtu členů římskokatolické církve. Ve srovnání s ostatními částmi země je ve městě relativně malý počet stoupenců buddhismu, hinduismu, judaismu a sikhského vyznání. Naopak Peterborough má větší procento muslimů a ateistů než je celostátní průměr. Muslimové jsou soustředění v oblasti Millfield a New England kde jsou postaveny i dvě mešity a kde také stojí hinduistický a sikhský chrám.
K anglikánské diecézi patří oblast o rozloze 3 100 km² a zahrnuje celé Northamptonshire, Rutland a část distriktu Peterborough na sever od řeky Nene. Jižní část města patří historicky do diecéze Ely, která obsahuje zbytek Cambridgeshire a západní Norfolk. Celé město je součástí římskokatolické východoanglické diecéze, jejíž sídlo se nachází v Norwichi.

## Vzdělání
V Peterboroughu se nachází jedna internátní škola – Peterborough High School. Škola je určena pro dívky od 18 let a chlapce od 11 let. Systém státních středních škol ve městě prochází bouřlivou změnou. Pět z patnácti škol budou uzavřeny a zbořeny a budou nahrazeny jednou rozsáhlou akademií. Ostatní školy by měly být rozšířeny a rekonstruovány.
Ve městě se nachází i vysoká škola Peterborough Regional College, založená roku 1946 jako Peterborough Technical College, kterou navštěvuje více než 15 000 studentů z Velké Británie i ze zahraničí. Ačkoli v roce 2003 Loughborough University zavřela svou fakultu ve městě probíhají jednání s Anglia Ruskin University aby zde otevřela svou fakultu tato univerzita.

## Sport
Peterborough United Football Club je místní fotbalový klub založený roku 1934. Jeho domovský stadión se nachází na London Road.
Další sporty zastoupené ve městě na vyšší úrovni jsou ragby, kriket, pozemní hokej, lední hokej, veslování, plochá dráha a atletika. Kriketový Peterborough Town Cricket Club a klub pozemního hokeje Peterborough Hockey Club odehrávají svá utkání na společném hřišti ve Westwoodu. Nejstarší a nejúspěšnější ragbyový tým Peterborough Rugby Union Football Club sídlí u Fengate.
Veslařský Peterborough City Rowing Club se v roce 1983 přestěhoval od řeky k Thorpe Meadows. Jarních a letních regat se zúčastňují veslaři z celé země. Každý rok v únoru jsou pořádány veslařské závody na řece Nene, ve kterých závodí stovky veslařů.

## Turistické atrakce

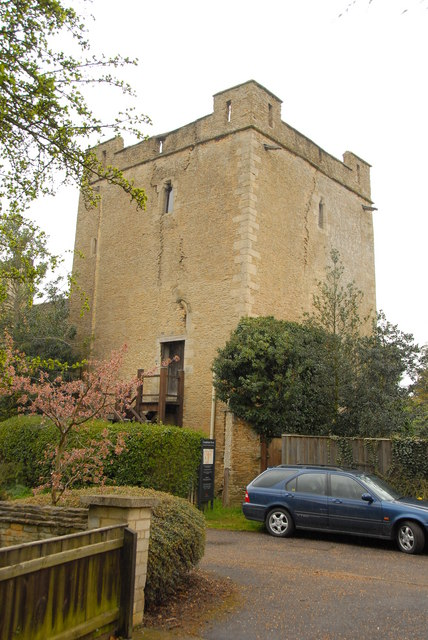
Longthorpe Tower

Katedrála svatého Petra, Pavla a Ondřeje, jejichž sochy jsou umístěna na lomenici západní brány, byl původně vybudován roku 655 jako klášter a do současné podoby byl přestavěn v letech 1118 až 1238. Byl sídlem peterboroughského biskupa po založení diecéze roku 1541. Peterboroughská katedrála je známa pro svou velkolepou, raně gotickou západní bránu s třemi ohromnými oblouky.
Peterborough se může pochlubit pozoruhodnou budovou radnice pocházející ze 17. století podepřenou sloupovím, které vytvářelo prostor pro konání trhů. Město se také pyšní viktoriánským parkem se zahradami, dětskými hřišti, voliérami, tenisovými kurty a čajovnami.
Peterboroughské muzeum a umělecká galerie bylo postaveno roku 1816. V období let 1857 až 1928 se v této budově také nacházela první místní nemocnice. Muzeum obsahuje sbírky s asi 227 000 exponátů, včetně místních vykopávek od hrnčířských výrobků pocházejících z období vlády Římanů až po nejstarší britskou oběť vraždy.
Longthorpe Tower je třípatrová věž a opevněné sídlo ze 14. století a nachází se asi 3 km na západ od centra města. Jedná se o památkové chráněný objekt obsahující nejkrásnější a nejdochovanější domácí malby té doby v severní Evropě. Občas se zde konají i výstavy místních umělců.
Flag Fen – archeologické naleziště z doby bronzové bylo objeveno roku 1982. Jedná se zřejmě o místo náboženských obřadů a obsahuje velké množství tyčí uložených v pěti řadách. Nálezy z tohoto místa jsou uloženy v muzeu včetně artefaktu zřejmě nejstaršího kola nalezeného ve Velké Británii.

## Partnerská města
- Alcalá de Henares, Španělsko (1986)
- Bourges, Francie (1957)
- Forlì, Itálie (1981)
- Viersen, Německo (1982)
- Vinnycja, Ukrajina (1991)